# David von Splitgerber

David von Splitgerber 1753; das Bild zeigt links David Splitgerber Senior und rechts David Splitgerber Junior, Kupferstich

David von Splitgerber (* vor 17. Dezember 1741 in Berlin; † 2. März 1826 ebenda) war Jägermeister im Dienste des Prinzen Ferdinand von Preußen, des jüngsten Bruders Friedrichs des Großen, ebenso Ritter des Johanniterordens, Senior des Kollegiatstiftes Sancti Gangolphi und Domherr und Kanonikus im Domkapitel des Bistums Cammin und Besitzer des Rittergutes Lichterfelde im Kreis Ober-Barnim. 1789 wurde er von König Friedrich Wilhelm II. in den erblichen Adelsstand erhoben. In der Literatur wird teilweise die Auffassung vertreten, dass es sich bei David von Splitgerber um einen unehelichen Sohn von König Friedrich dem Großen gehandelt hat.

## Jugend
Als offizieller und einziger Sohn von David Splitgerber Senior, dem damals mächtigsten Bankier und Industriellen Preußens, wuchs David junior in höchst behüteten Verhältnissen auf, fiel aber früh schon als Quertreiber und schwer erziehbarer Jüngling auf. Er zeigte weder Neigung noch Begabung, im elterlichen Industriebetrieb und Bankhaus (Bank- und Handelshaus Splitgerber & Daum) eine Funktion zu übernehmen, und wurde deshalb bald nach Erreichen seiner Adoleszenz, aber insbesondere auch um dem guten Ruf des Elternhauses als Taugenichts und „Playboy“ nicht beliebig Schaden zufügen zu können, von Berlin weg auf ein elterliches Landgut in der Provinz bei Eberswalde befördert, wo er sich aber wider Erwarten zum tüchtigen Gutsherren entwickelte und wo er in der Folge zu einer geradezu phantastischen Karriere ansetzte.

## Nobilitierung und Karriere

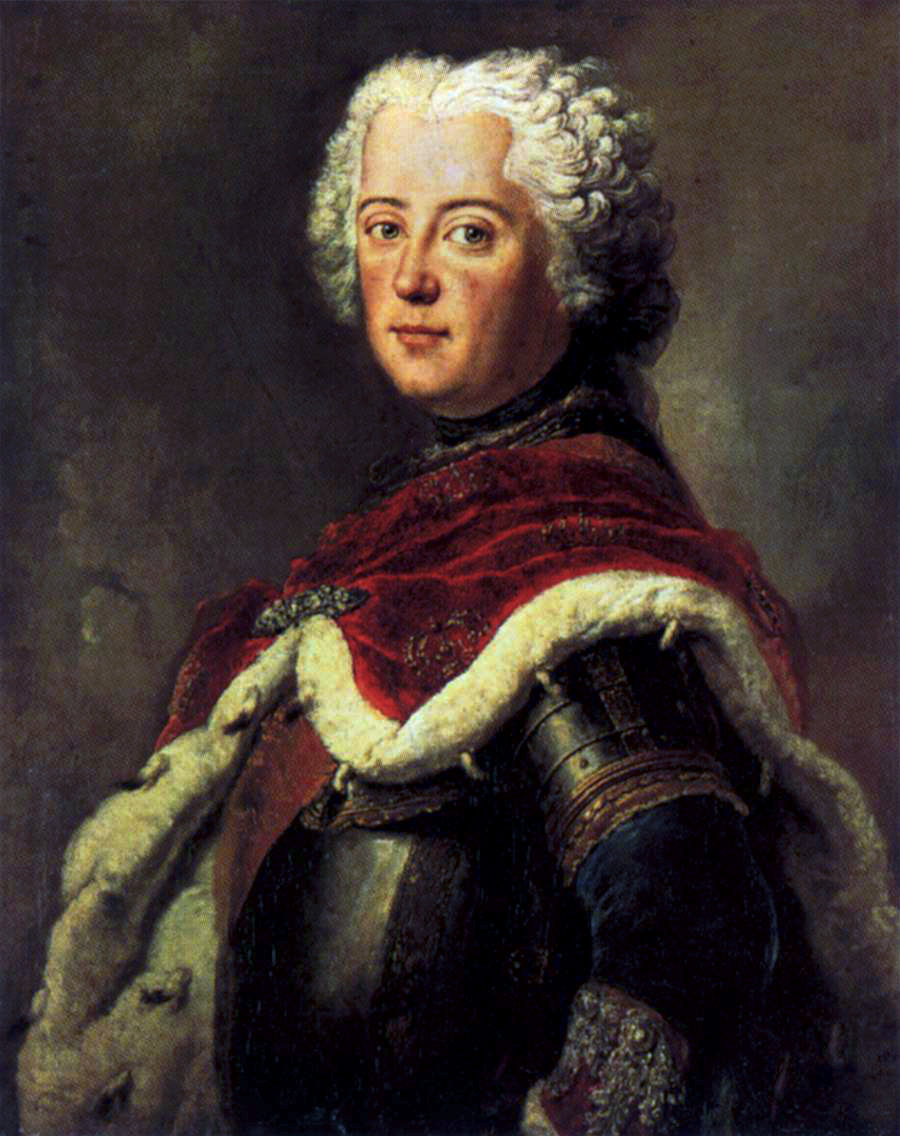
Kronprinz Friedrich um 1739 (Gemälde von Antoine Pesne)

Im Jahre 1772 wurde er vom Prinzen Ferdinand von Preußen zum „Maître de la Chasse“, zu Deutsch Jägermeister, befördert, wenige Jahre später erfolgte per Ritterschlag der Einzug in den Johanniterorden, auch klerikale Ehren wurden ihm zuteil, beispielsweise die Aufnahme ins Kollegiatstift Sancti Gangolphi, ebenso wie ins Domkapitel des Bistums Cammin, bis schließlich seine Karriere am 24. Januar 1789 den Zenit mit der Erhebung in den erblichen preußischen Adelsstand durch den Amtsnachfolger Friedrichs des Großen, König Friedrich Wilhelm II., erreichte.

## Verdacht der Abstammung von König Friedrich dem Großen
Die Häufung von Ehrungen eines Sprosses aus zwar bestem bürgerlichem Hause, aber ohne einer Adelsfamilie angehörig und auch ohne durch übermäßige Verdienste im Verlaufe seines Lebens aufgefallen zu sein, ließen den Verdacht aufkommen, dass nur ein übergeordnetes Faktum Ursache einer solchen Karriere sein könne. Der Philosoph und Schriftsteller Johannes Barnick versammelt in seinem 2001 postum erschienenen Buch Ein schweigsamer Ahn minutiös sämtliche Indizien, die den Verdacht aufwerfen, dass David von Splitgerber kein leiblicher Sohn des königlichen Hausbankiers David Splitgerber senior sein könne, sondern vielmehr ein uneheliches Kind Friedrichs des Großen sein müsse.

## Indizien der königlichen Abstammung
Der zu jener Zeit seit acht Jahren kinderlos verheiratete König Friedrich II. zog im Dezember 1740 in seinen ersten Eroberungskrieg gegen Schlesien, an dem er wie in der Folge an allen seinen Kriegen und stets unter Inkaufnahme erheblicher Risiken für Leib und Leben persönlich teilnahm. Zwischen Mitte Januar und Mitte Februar des Jahres 1741 weilte er jedoch auf Urlaub zuhause im Stadtschloss Berlin, veranstaltete mitunter eine glanzvoll pompöse Ballnacht, wo ihm möglicherweise die Hofdame Sophia von Alkun zum ersten Mal näher auffiel und mit der er vor der Rückkehr aufs Schlachtfeld Mitte Februar im Verborgenen wohl intim verkehrte. Anfang November des gleichen Jahres kehrte er nach Ende seines ersten Feldzuges nach Berlin zurück, wo alsbald ihm tragisches Ungemach widerfuhr, als die von ihm geschwängerte heimliche Geliebte Sophia von Alkun bei der Niederkunft ihres Sohnes im Kindbett verstarb und folglich ein halb verwaistes und illegitimes Kind hinterließ, das gleichwohl einigermaßen standesgemäß und in geordneten Verhältnissen und zudem nicht allzu fern vom leiblichen Vater aufwachsen sollte. Da bot sich ein Arrangement mit dem schwer reichen Bankier und Industriellen, zudem Financier und Vertrauten des Königs, David Splitgerber senior, an. Sorgfältig vorbereitet und auch die Tatsache mit einrechnend, dass David Splitgerbers Ehefrau Johanna Dorothea im gleichen Jahr schon eine Tochter entband, wurde mit entsprechend auch biologisch gebotenem Abstand das fiktive offizielle Geburtsdatum des 31. Dezember 1741 gewählt, sodass unter dem Namen seines Ziehvaters David Splitgerber das Kind in Anstand und Würde groß werden und seinen erfolgreichen Lebensweg sodann beschreiten konnte.